# Májové hvězdy
Májové hvězdy, rusky:Майские звёзды, je československo-sovětský lyrický povídkový film o době těsně po skončení války a prvních mírových okamžicích v květnu roku 1945. Snímek v roce 1959 natočili režiséři Stanislav Strnad (pomocný režisér) a Stanislav Rostockij (hlavní režisér) k nadcházejícímu 15. výročí osvobození. Film byl natočen podle námětu z knihy Ludvíka Aškenazyho, který byl i autorem scénáře. Jde o čtyři volně navazující příběhy, které ale (s výjimkou druhého příběhu) byly proti původní knižní předloze autorem scénáře pozměněny.
Film se snažil připomenout nastupujícím mladým generacím především zásluhy vojáků Rudé armády na osvobození ČSR a atmosféru tohoto historického okamžiku s jistým nádechem nostalgie a romantiky. Jednání rudoarmějců je zobrazeno velmi idealisticky a zkušenost českého civilního obyvatelstva s nimi je veskrze pozitivní. Převážná většina děje tohoto filmu byla natočena v reálném prostředí, tedy v exteriérech českého venkova a v pražských ulicích, na dvou místech jsou retrospektivně použity i dokumentární záběry z bojů na východní frontě.

## Základní údaje
- Ústřední půjčovna filmů Praha uvádí
- Film společné výroby: Filmového studio Barrandov a Filmového studia Maxima Gorkého Moskva
- "Májové hvězdy"
- F-225768
- Námět a scénář: Ludvík Aškenazy
- Hudba: Karel Molčanov
- Orchestr: Hlavní správy kinematografie SSSR · Řídí: Grigorij Gamburg
- Výtvarník dekorací: Ing. Arch. Chrudoš Uher
- Asistent: Jan Kňákal
- Zvuk: Adolf Nacházel
- Střih: Jaromír Janáček, Jevgenija Abdirkina
- Asistent kameramana: Boris Šiškin
- Pomocný režisér: Stanislav Strnad
- Asistenti režiséra: Viktor Karásek, Libuše Pražáková
- Zástupci vedoucího výroby: Petr Čapek, Mark Ružanskij
- Asistent výroby: Ferdinand Zelenka
- Masky: Karel Marek, Alexej Smirnov
- Kostýmy: Ondřej Brezovský, Alexandr Kolosov
- Výprava: František Zajíček, Karel Baštýř
- Hrají: Alexandr Chanov, Míša Staninec, Jana Dítětová, Ladislav Pešek, Jana Brejchová, Vjačeslav Tichonov, Michail Pugovkin, Miloš Nedbal, Leonid Bykov, Nikolaj Krjučkov, František Kreuzmann, Ota Motyčka, Marta Májová
- Dále hrají: Jurij Bělov, Zdeněk Dítě, Nikolaj Dovženko, Oleg Golubickij, Leonid Čubarov, František Vnouček, Marie Nademlejnská, Marie Ježková, Věra Kalendová, Heda Marková, Vladimír Klemens, Bohuš Rendl, Václav Trégl, Karel Effa, Jiřina Bohdalová, Bohuslav Kupšovský, Josef Šidlichovský, Jiřina Bílá
- Vedoucí výroby: Ladislav Terš, Vladimír Berenštejn
- Kamera: Vjačeslav Šumskij, Václav Huňka
- Režie: Stanislav Rostockij
- Tvůrčí skupina: Karel Feix, František Daniel

## Děj
první povídka
V první povídce se unavený (3 noci nespal) sovětský generál z popudu jemu podřízených vojáků, kteří předstírají poruchu štábního automobilu, zastaví v jednom českém venkovském stavení, kde ho srdečně přivítají a poskytnou mu světnici, aby se v klidu vyspal. Ve spánku však generálovi brání malý Dušan, který obdivuje jeho generálskou čepici-papachu. Generál při setkání s chlapcem znovu prožívá zážitky z Velké vlastenecké války a na svoji rodinu, která zahynula během obléhání Leningradu. Při odchodu chlapec spí a generál mu na památku ponechá svoji papachu. Hrají Zdeněk Dítě (otec), Jana Dítětová (maminka), Michal Staninec (chlapec Dušan), Aleksandr Chanov (generál Rudé armády).
druhá povídka
V druhé filmové povídce, která se odehrává u Máchova jezera se velitel ženijního oddílu nadporučík Andrej Rukavičkin vydá do místní základní školy pro křídu, aby měl čím označovat místa zbavená nastražených min). V prázdné školní budově (nevyučuje se z důvodů povstání a přechodu fronty) najde pouze mladou učitelku Janu, se kterou se ihned sblíží. Komunikují spolu, mimo jiné, také pomocí nápisů na školní tabuli. Polibky s vojákem však mladá učitelka citově neustojí a tak ji na rozloučenou nadporučík napíše na školní tabuli svoji moskevskou adresu. Jana běží ven, aby se s odjíždějícím vojákem rozloučila, mine se u vchodu s panem ředitelem školy, který se právě vrací z rybolovu. Po návratu do třídy zdrcená Jana zjistí, že pan řídicí tabuli smazal. Hrají: Ladislav Pešek (ředitel školy), Jana Brejchová (učitelka), Vjačeslav Tichonov (nadporučík Andrej Rukavičkin).
třetí povídka
Ve třetím příběhu sovětští vojáci-ženisté potkají pana Nováka, který se vrací z nacistického koncentračního tábora v Osvětimi a zajistí mu odvoz domů do Prahy. Doma na Malé Straně se pan Novák opět setká se svými sousedy, avšak domů nemůže, neboť v jeho podkrovním bytě se zabarikádoval nějaký sudetský nacista, který z okna střílí po lidech na ulici a jen náhodou nezasáhl pana Nováka. Lidé přivolají na pomoc rudoarmějce, kteří přijedou na pomoc s tankem T-34. Pan domácí se strachuje, aby mu výstřel z děla nepoškodil jeho dům. Mladý rudoarmějec nejprve po nacistovi střílí ze samopalu Špagin, poté odejde střelce zlikvidovat v osobním souboji. Po chvíli se k úlevě svých kamarádů tankistů vrací zpět, leč ukáže se, že je smrtelně raněn, přímo na ulici v náručí lidí zemře. Hrají: Miloš Nedbal (pan Novák), Leonid Bykov (tankista Rudé armády), František Vnouček (majitel domu), Marie Nademlejnská (sousedka).
čtvrtá povídka
Poslední část filmu vypráví o cestě první pražské Křižíkovy tramvaje, která jede jako vůbec první po válce s číslem "X" (obnovení provozu). Do tramvaje přistoupí staršina Rudé armády, který před válkou v Kyjevě také jezdil jako řidič tramvaje. Ten poprosí pražské tramvajáky zdali by ho nechali chvilku řídit tuto první pražskou tramvaj. Řidič tramvaje ale nejprve nechce svolit přes to, že jej průvodčí i většina cestujících přemlouvá, aby to udělal. Od stařenky staršina dostane jako dárek pro štěstí cibuli. Řidič tramvaje nakonec ustoupí a řízení tramvaje ukrajinskému vojákovi na chvilku půjčí. Staršina Rudé armády jednu stanici řídí tramvaj a během cesty vzpomíná na své zážitky z bojů ve Velké vlastenecké válce. Staršina vystoupí společně se stařenkou, se kterou pak chvilku rozmlouvá a posléze s ní odchází pryč ... Hrají: František Kreuzmann (řidič tramvaje), Ota Motyčka (průvodčí), Václav Trégl, Karel Effa, Josef Šidlichovský, Jiřina Bohdalová, Bohuslav Kupšovský, Jiřina Bílá, Svatopluk Majer, Lubomír Kostelka, Jiří Vondrovič, Valentin Knor, Mirko Čech (cestující).